# جذر شوكي للعصب الإضافي
الجَذرُ الشَّوكِيّ للعَصَب الإِضَافِيّ (أو الجزء الشوكي)، تنشأ أليافه من الخلايا المُحرِّكة في الجزء الوحشي من العمود الأمامي للمادة الرمادية للنخاع الشوكي تحت مستوى العصب الرقبيّ الخامس.

يمر عبر الحبل الوحشي للنخاع الشوكي، ويظهر على سطحه ويتَّحِدُ ليُشكِّل جذعاً واحداً يصعد بين الرباط المُسنَّن والجذور الخلفية للأعصاب الشوكيّة، ويدخل الجمجمة عبر الثقبة العُظمى ومن ثُمَّ يتَّجِهُ إلى الثقبة الوداجية التي يمرّ من خلالها، حيث يمتد على غشاء الأم الجافية كما العصب المُبهَم و لكن منفصلاً عنه بواسطة طية عنكبوتيّة.

يتلقى الجذر الشوكي للعصب الإضافي خيط أو اثنين من الجزء القحفي من العصب في الثقبة الوداجية، أو قد تنضم الخيوط الأخرى بعد مسافة قصيرة ومن ثُمَّ تنفصل عنه مُجدداً.

و حالما يخرج من الثقبة الوِداجيّة، يتَّجِهُ للخلف أمام الوريد الوداجي الباطن في 66.6 بالمئة من الحالات، وخلفه في 33.3 بالمئة من الحالات. بينما تقول دراسة حديثة أُجريت أن 80 بالمئة من الحالات يمر فيها العصب الإضافي أمام الوريد الوداجي الباطن، فيما يمر إلى الخلف من الوريد في 19 بالمئة من الحالات، بينما يخترق العصب الوريد الذي يتشعَّب في 1 بالمئة من الحالات.

ينزل العصب فيما بعد بشكل مائل خلف العضلة ذات البطنين و العضلة الإبريّة اللاميّة إلى الجزء العلوي من العضلة القصيّة الترقويّة الخشَّائيّة، حيث يخترق العصب هذه العضلة ويسير بشكل مائل عبر المثلث الخلفي للعنق لينتهي إلى السطح العميق من العضلة شبه المنحرفة.

يعطي العصب أثناء مروره في العضلة القصيّة الترقويّة الخشَّائيّة عدة خيوط للعضلة، وينضم إلى فروع من العصب الرقبيّ الثاني.

في المثلث الخلفي للعنق، يتَّحدُ مع الأعصاب الرقبية الثاني والثالث، بينما يشكِّل تحت العضلة شبه المنحرفة ضفيرةً مع الأعصاب الرقبية الثالث والرابع، ومن ألياف هذه الضفيرة يتوزَّع إلى العضلة.